# David Van Reybrouck
David Grégoire Van Reybrouck (Brugge, 11 september 1971) is een Belgisch cultuurhistoricus, archeoloog en schrijver, bekend om zijn veelzijdige bijdragen aan de literatuur en het maatschappelijk debat. Zijn werk is meermaals internationaal bekroond. In maart 2025 werd hij benoemd tot Denker der Nederlanden.

## Biografie

### Familie
Van Reybrouck groeide op in Assebroek bij Brugge. Zijn vader Dirk Van Reybrouck (1939-2006) was industrieel ingenieur, zijn moeder, de kunstenares Bernadette De Bouvere (1944), was lerares plastische opvoeding en bloemiste.

### Studies
Van Reybrouck studeerde archeologie en filosofie aan de Katholieke Universiteit Leuven. In 1992 trok hij op Erasmus naar Barcelona. In 1994 behaalde hij een master in World Archaeology aan de Universiteit van Cambridge. In 1995-1996 was hij gastonderzoeker bij de EHESS en het Centre Alexandre Koyré in Parijs. In 2000 promoveerde hij aan de Universiteit Leiden.

### Wetenschap
Van Reybroucks academische interesses besloegen onder meer de prehistorische archeologie, de geschiedenis van de archeologie, de antropologie  en de biologie en de geschiedenis van de mens-dierverhouding in wetenschap, literatuur en populaire cultuur. Hij was jarenlang redacteur van het vaktijdschrift Archaeological Dialogues.
In oktober 2005 verliet hij de academische wereld om zich te kunnen wijden aan het schrijverschap, zonder zijn banden met het wetenschappelijk onderzoek los te laten.

### Non-fictie
In oktober 2001 debuteerde Van Reybrouck bij uitgeverij Meulenhoff met De Plaag, Het stille knagen van schrijvers, termieten en Zuid-Afrika. Het boek vermengde onderzoek naar een plagiaataffaire uit de jaren 1920 met een reisreportage door post-apartheid Zuid-Afrika. Het werd genomineerd voor de Gouden Uil 2002 en bekroond met de Debuutprijs 2002 en de Literatuurprijs 2002 van de provincie Vlaams-Brabant. Vertalingen naar het Frans, het Afrikaans en het Hongaars volgden.
Congo: een geschiedenis, het boek waarmee hij nationaal en internationaal doorbrak, verscheen in 2010. Het won twintig prijzen, kreeg een dozijn vertalingen en werd meer dan een half miljoen keer verkocht. Het boek was het resultaat van zes jaar reizen, interviewen en onderzoeken en bevat honderden historische getuigenissen. The New York Times noemde het “a magnificent account, intimately researched, and relevant for anyone interested in how the recent past may inform our near future”.  In The Guardian noemde Yuval Noah Harari het “een meesterlijk en aangrijpend verslag van de Congolese geschiedenis die je het hele project van de moderniteit doet bevragen.” Peter Sloterdijk zei in de Süddeutsche Zeitung: “Eenmaal geopend laat dit boek een afgrond zien vanwaaruit een piek van geschiedschrijving en documentaire literatuur opdoemt. Voor België het boek van de eeuw, voor Europa het boek van het decennium”.
In 2016 verscheen Zink, zijn Boekenweekessay over het merkwaardige ministaatje Neutraal-Moresnet. Het werd meermaals vertaald, bewerkt voor het theater en bekroond met de Prix du livre Européen.
In 2020 publiceerde hij Revolusi: Indonesië en het ontstaan van de moderne wereld, een boek over het begin van de naoorlogse dekolonisatie waaraan hij opnieuw zes jaar in werkte. Die Zeit noemde het “een monumentaal werk over de geboorte van de dekolonisatie.” Le Soir sprak van “een adembenemend panorama van de Indonesische geschiedenis, een meesterlijk boek dat leest als een thriller”. En de Neue Zürcher Zeitung schreef: “Een briljant boek. Als er één auteur is die de geschiedenis een tastbaar gezicht kan geven, dan wel David Van Reybrouck.” 

### Essay
Als essayist werd David Van Reybrouck omschreven als "een van de toonaangevende intellectuelen van Europa" (Tagesspiegel).
Essays van zijn hand verschenen in The Guardian, Politico, Der Spiegel, Frankfurter Allgemeine Zeitung, Le Monde, Libération, Mediapart, La Repubblica, Noema Magazine, De Correspondent, De Standaard, De Morgen, Knack, NRC Handelsblad, De Volkskrant, De Groene Amsterdammer en Vrij Nederland.
In 2008 verscheen het pamflet Pleidooi voor populisme bij uitgeverij Querido. De centrale stelling in dit pleidooi is dat populisme niet het tegenovergestelde is van de democratie, maar dat het er deel van uitmaakt. Populistische partijen vertolken vaak de stem van de praktisch geschoolden in de samenleving: de grootste groep met de minste macht. "Er is niet minder, maar beter populisme nodig," schreef de auteur.
Van Reybroucks meest invloedrijke essay is Tegen verkiezingen uit 2013, waarin hij pleit voor een deliberatieve democratie gebaseerd op loting als noodzakelijke aanvulling op het bestaande stelsel. Het werd in 25 talen vertaald. Om gewone mensen meer zeggenschap te geven, corruptie te verminderen en lange-termijndenken mogelijk te maken is naast een verkozen volksvertegenwoordiging ook nood aan een gelote representatie. The Guardian schreef: "Van Reybrouck mounts a convincing case that we have wrongly conflated democracy with elections, and are in fact simply maintaining an outmoded system in a technological era that calls for, and can provide, much more informed participation."  Het essay werd geprezen door Nobelprijswinnaar John Coetzee, Karen Armstrong en Kofi Annan. Die laatste schreef: 
“We need to make our democracies more inclusive. This requires bold and innovative reforms to bring in the young, the poor and minorities into the political system. An interesting idea put forward by Mr. Van Reybrouck would be to reintroduce the ancient Greek practice of selecting parliaments by lot instead of election. In other words, parliamentarians would no longer be nominated by political parties, but chosen at random for a limited term, in the way many jury systems work. This would prevent the formation of self-serving and self-perpetuating political classes disconnected from their electorates.” 
In 2018 verscheen Odes, een bundeling van korte lofprijzingen over de meest uiteenlopende onderwerpen die eerder bij De Correspondent waren verschenen. Ze werden vertaald in het Frans en het Duits.
Het essay De kolonisatie van de toekomst werd in 2022 gepubliceerd. Het bevat de neerslag van zijn gelijknamige Huizingalezing. 

### Theater
David Van Reybrouck schreef diverse theatermonologen.
In 2004 ging Die Siel van die Mier in première, een samenwerking met Josse De Pauw op basis van zijn debuut De plaag. Het werd bekroond met de Taalunie Toneelschrijfprijs.
Op 1 december 2007 ging Missie in première in de Koninklijke Vlaamse Schouwburg in Brussel, een monoloog voor Bruno Vanden Broecke gebaseerd op interviews met bejaarde missionarissen in Belgisch-Congo. De voorstelling werd meer dan 250 keer gespeeld in binnen- en buitenland. De regie was in handen van Raven Ruëll. Van Reybrouck won er de  Arkprijs van het Vrije Woord mee. 
Met dezelfde makers creëerde hij in 2016 bij de KVS Para over de grootschalige Belgische militaire interventie in Somalië in 1992-93.

### Poëzie
Gedichten van David Van Reybrouck verschijnen met regelmaat bij Het liegend konijn  van Jozef Deleu.
In 2009 richtte hij het Brussels dichterscollectief op, een veelkoppig en meertalig stadsdichterschap voor de hoofdstad van Europa dat hij tot 2014 met Peter Vermeersch coördineerde. Hun grootste verwezenlijking was De Europese Grondwet in Verzen, waaraan bijna vijftig Europese dichters meewerkten. Het resulterende boek werd genomineerd voor de Prix du livre Européen in 2009.
In 2022 schreef Van Reybrouck Rain Requiem, een eerbetoon aan de slachtoffers van de overstromingen in de Vesdervallei, op muziek gezet door Jef Neve. De compositie ging in openlucht in première op het STROOM-festival. Delen ervan werden in juli 2023 opgevoerd bij de ondertekening van de Europese Dag voor de Slachtoffers van de Globale Klimaatcrisis.

### Fictie
In 2007 verscheen Van Reybroucks roman Slagschaduw, waarin doorvoelde emoties de hoofdtoon voeren. Tijdens Zomergasten in 2014 noemde Van Reybrouck het "zijn meest dierbare boek".
In 2016 verscheen een bibliofiele uitgave van zijn prozatekst De meeuwen.

### Beeldende kunst
- Belgicum, Teksten bij de foto's van Stephan Vanfleteren, 2007.
- Congo (belge), Teksten bij de foto's van Carl De Keyzer, 2009, tekstfragmenten en citaten.
- Scheisseimer. Getekende herinneringen aan een oorlog. Tekstbewerking en essay bij de tekeningen van Koenraad Tinel, 2010.
- Moments Before The Flood. Tekstselectie bij de foto’s van Carl De Keyzer, 2012.
- Het oog in de storm: Rundskop. Tekst bij de foto’s van Maarten Vanden Abeele, 2013

### PEN Vlaanderen
In januari 2011 volgde Van Reybrouck Geert van Istendael op als voorzitter van PEN Vlaanderen. Tijdens zijn mandaat zorgde hij voor de professionalisering en uitbouw van de organisatie. De Antwerpse PEN-schrijversflat ontwikkelde zich als een vrijhaven voor vervolgde schrijvers. In januari 2014 werd hij opgevolgd door Joke Van Leeuwen.

## Democratie
David Van Reybrouck is een pleitbezorger voor democratische vernieuwing die burgers meer zeggenschap wil geven bij besluitvorming.
In 2011-2012 bezielde hij de G1000, een nationale burgertop die 1000 gewone Belgen lootte om te overleggen over thema's zoals welvaart, ongelijkheid en migratie.
Zijn voorstel om de huidige representatieve democratie (gebaseerd op verkiezingen) te verrijken met de deliberatieve democratie (gebaseerd op loting) kreeg weerklank, ook in de praktijk. Hij was betrokken bij het ontwerpen van de eerste permanente burgerpanels ter wereld: in de Duitstalige Gemeenschap van België, het Brussels Hoofdstedelijk Gewest en de stad Parijs.
Naast burgerpanels pleit hij voor invoering van het preferendum, onder meer in het klimaatbeleid, om daarmee lastige patstellingen zoals bij de protestbeweging van de gele hesjes te overstijgen.  Het preferendum is een rijk referendum, waarbij de burger niet alleen een ja/nee-vraag van de overheid mag beantwoorden, maar de aanbevelingen van een geloot burgerpanel kan valideren.
Van Reybrouck is bestuurder bij G1000, het platform voor democratische vernieuwing in België. Hij stond mee aan de wieg van DemocracyR&D en van de Federation for Innovation in Democracy Europe en zit in de adviesraad van de KNOCA,DemocracyNext en Bureau Burgerberaad.

## Klimaat
Van Reybrouck is zeer betrokken bij het klimaatvraagstuk. Vanuit de rechtbank deed hij in 2021 en 2023 dagelijks verslag van de Klimaatzaak, de rechtszaak die 62 duizend burgers hebben aangespannen tegen de Belgische overheden voor hun nalatig klimaatbeleid. 
In 2022 en 2023 was hij lid van het Hoog Comité voor de Rechtvaardige Transitie, een adviesorgaan van de federale regering onder voorzitterschap van Bea Cantillon en Marek Hudon. 
Vanaf 2023 was hij betrokken bij EUCRA, de European Climate Risk Assessment van de Europese Commissie en het Europese Milieuagentschap.
Op 15 januari 2024 gaf hij de openingslezing bij de bijeenkomst van Europese klimaat- en milieuministers, in het kader van het Belgisch voorzitterschap. 'Je kan niet carboniseren zonder te democratiseren' was de kernboodschap.

## Leerstoelen
- 2011-2012: Cleveringa-leerstoel, Universiteit Leiden
- 2021: National Endowment for the Humanities/Hannah Arendt Center Distinguished Fellow aan Bard College, New York

## Prijzen en onderscheidingen
- 2001: Literatuurprijs voor ongepubliceerd kort proza van de provincie West-Vlaanderen voor zijn radiocolumns voor Heldenmoed van Radio 1
- 2002: Debuutprijs en Literatuurprijs van de Vlaamse Gemeenschapscommissie en de provincie Vlaams- Brabant voor De plaag
- 2002: Shortlist Gouden Uil met De plaag
- 2004: Taalunie Toneelschrijfprijs voor het toneelstuk Die Siel van die Mier
- 2006: KANTL-prijs voor podiumteksten voor Die Siel van die Mier
- 2006: Noord-Zuid Persprijs van de Vlaamse regering voor zijn artikelenreeks 'KVS in Kongo'
- 2008: Arkprijs van het Vrije Woord voor het toneelstuk Missie
- 2009: Jan Hanlo Essayprijs en de Vlaamse Cultuurprijs voor Kritiek & Essay voor Pleidooi voor populisme
- 2009: Shortlist Prix du Livre Européen met La Constitution européenne en vers
- 2010: Libris Geschiedenis Prijs, AKO Literatuurprijs en J.Greshoffprijs voor Congo: een geschiedenis
- 2011: Tweejaarlijkse Prijs van de Van Acker Stichting.[20]
- 2012: NDR Kultur Sachbuchpreis voor Kongo. Eine Geschichte
- 2012: Prix Médicis essai voor Congo. Une histoire
- 2012: Prix du meilleur livre étranger (Essai) voor Congo
- 2013: Prix Aujourd’hui voor Congo. Une histoire
- 2013: Prix Mahogany pour l’Essai voor Congo. Une histoire
- 2014: De Gouden Ganzenveer[21]
- 2014: De Henriette Roland Holst-prijs voor Tegen Verkiezingen
- 2014: Finalist Cundill History Prize voor Congo: The Epic History Of A People
- 2014: Premio Ryszard Kapuściński voor Congo
- 2015: Premio Letterario internazionale Tiziano Terzani  voor Congo
- 2015: Eredoctoraat van d e Université Saint-Louis - Bruxelles
- 2015: Vijfjaarlijkse Cultuurprijs van de Provincie West-Vlaanderen
- 2017: Prix du livre européen voor Zinc
- 2017: Ereteken van de Vlaamse Gemeenschap, samen met Mohamed El Bachiri voor Jihad van Liefde
- 2018: Genomineerd voor de European Press Prize[22]
- 2018: Premio Roma
- 2021: Premio De Sanctis Europa
- 2023: De Geschwister-Scholl-prijs 2023 voor de Duitse vertaling van Revolusi. Indonesië en het ontstaan van de moderne wereld
- 2025 Denker der Nederlanden
- 2025 Toekenning Goethe Medaille 2025

### Samenwerkingen
- Waar België voor staat: een toekomstvisie, Geert Buelens, Jan Goossens, David Van Reybrouck, Manteau/Meulenhoff, 2007
- Congo in België. Koloniale cultuur in de metropool, Vincent Viaene, David Van Reybrouck, Bambi Ceuppens, Universitaire Pers Leuven, 2009
- Neem bijvoorbeeld graniet - De Europese grondwet in verzen, David Van Reybrouck, Peter Vermeersch. De Bezige Bij, 2009
- Eindelijk bevrijd. Geen schuld geen slachtoffer, Simon Gronowski, Koenraad Tinel en David Van Reybrouck, Hannibal, 2013 (vertaald in het Frans)
- Jihad van liefde, Mohamed El Bachiri, na de aanslagen van 22 maart 2016 in Brussel, opgetekend door David Van Reybrouck, 2017 (vertaald in het Frans, Duits en Engels)
- Vrede kun je leren, David Van Reybrouck en Thomas D'Ansembourg, mei 2017, ISBN 9789023481515 (vertaald in het Frans en het Spaans)
- De odyssee van Mohamed, Mohamed El Bachiri, opgetekend door David Van Reybrouck, 2019

## Bestseller 60
| Boeken met noteringen in de Nederlandse Bestseller 60 | Jaar van verschijnen | Datum van binnenkomst | Hoogste positie | Aantal weken | Opmerkingen                             |
| ----------------------------------------------------- | -------------------- | --------------------- | --------------- | ------------ | --------------------------------------- |
| Congo. Een geschiedenis.                              | 2010                 | 03-11-2010            | 2               | 30           | winnaar AKO Literatuurprijs             |
| Zink                                                  | 2015                 | 16-03-2016            | 1(2wk)          | 4            |                                         |
| Tegen verkiezingen                                    | 2016                 | 12-10-2016            | 42              | 1            |                                         |
| Jihad van liefde                                      | 2017                 | 15-03-2017            | 1(1wk)          | 27           | in samenwerking met Mohamed El Bachiri  |
| Vrede kun je leren                                    | 2017                 | 24-05-2017            | 10              | 6            | in samenwerking met Thomas d'Ansembourg |
| Revolusi                                              | 2020                 | 02-12-2020            | 3               | 28           |                                         |
| De wereld en de aarde                                 | 2025                 | 09-04-2025            | 4               | 5            |                                         |